# Norris Bradbury
Norris Edwin Bradbury (30. května 1909 Santa Barbara, Kalifornie – 20. srpna 1997 Los Alamos, Nové Mexiko) byl americký fyzik, který v rámci projektu Manhattan působil v Los Alamos a měl na starosti celkovou přípravu 
finální montáže plutoniové bomby pro první jaderný test Trinity, který byl uskutečněn v červenci 1945 na testovací střelnici u města Alamogordo v Novém Mexiku (nyní White Sands Missile Range).
Od roku 1945 až do roku 1970 byl ředitelem Národní laboratoře v Los Alamos. S 25 lety ve funkci se tak stal daleko nejdéle sloužícím ředitelem této laboratoře v celé její historii. Když Robert Oppenheimer na tuto funkci v roce 1945 rezignoval, navrhl právě Bradburyho jako nejvhodnějšího kandidáta, protože ho důkladně znal z předchozí spolupráce v projektu Manhattan. Na jeho počest bylo muzeum v Los Alamos přejmenováno na Bradbury Science Museum.

## Rodina
Norris Bradbury se narodil 30. května 1909 v Santa Barbaře v Kalifornii jako jedno ze čtyř dětí Edwina Perleyho Bradburyho a jeho manželky Elvíry, rozené Clausenové. Bradbury vystudoval střední školu Hollywood High School a Chaffey High School v Ontariu v Kalifornii, kterou dokončil v 16 letech. Poté navštěvoval Pomona College v kalifornském Claremontu, kterou v roce 1929 absolvoval s vyznamenáním a získal titul bakaláře v oboru chemie. To mu vyneslo členství ve společnosti Phi Beta Kappa. Na Pomona College se seznámil s Lois Plattovou, studentkou anglické literatury, která byla sestrou jeho spolubydlícího na koleji. Vzali se v roce 1933 a měli tři syny, Jamese, Johna a Davida. Norris byl aktivním členem episkopální církve.

## Mládí

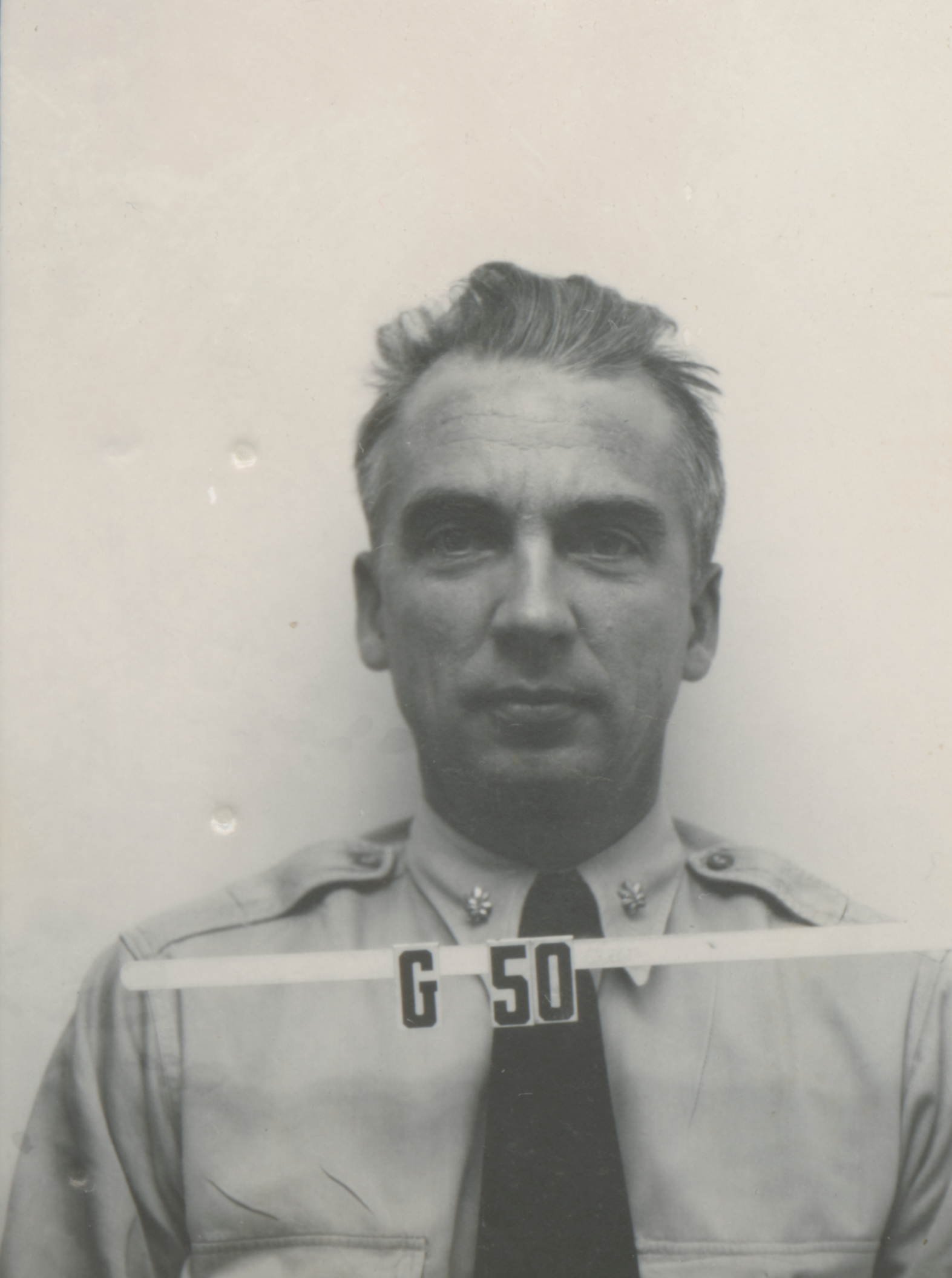
Identifikační foto z Los Alamos (obdobné foto značené jen písmenem/čísly museli mít všichni).

Bradbury se začal zajímat o fyziku a absolvoval postgraduální studium na Kalifornské univerzitě v Berkeley, kde v letech 1929 až 1931 působil jako pedagog. Pod vedením Leonarda B. Loeba předložil doktorskou práci na téma Studies on the mobility of gaseous ions a získal stipendium National Research Council.
Kromě vedení Bradburyho disertační práce Leonard B. Loeb, který za první světové války sloužil jako námořní záložník, povzbudil Bradburyho, aby požádal o přijetí do námořních záloh. Bradburyho pověření praporčíkem podepsal nadporučík Chester W. Nimitz, který v té době vedl výcvikový sbor námořních důstojníků v záloze v Berkeley.
Po dvou letech na Massachusettském technologickém institutu se Bradbury v roce 1935 stal asistentem fyziky na  Stanfordově univerzitě, v roce 1938 povýšil na mimořádného profesora a v roce 1943 na řádného profesora. Stal se odborníkem na elektrickou vodivost plynů, vlastnosti iontů a chování atmosférické elektřiny a publikoval v prestižních vědeckých časopisech jako Physical Review, Journal of Applied Physics, Journal of Chemical Physics a Journal of Atmospheric Electricity and Terrestrial Magnetism. Vynalezl Bradbury-Nielsenovu clonu, typ elektrického iontového hradla, široce používaného v hmotnostní spektrometrii.

## Začátek války
Začátkem roku 1941 byl Bradbury povolán do druhé světové války, ale námořnictvo mu umožnilo zůstat na Stanfordu až do konce akademického roku. Poté byl poslán na Naval Proving Ground v Dahlgrenu ve Virginii, kde pracoval na balistice. V Dahlgrenu již pracovali také Leonard B. Loeb a Deak Parsons.
V červnu 1944 dostal Bradbury příkaz od Parsonse, který byl nyní zástupcem ředitele laboratoře projektu Manhattan v Los Alamos, aby se dostavil do Albuquerque v Novém Mexiku. Parsons mu vysvětlil, že potřebuje Bradburyho, aby pracoval na výbušných čočkách (explosive lenses), které byly nutné pro iniciátor plutoniové verze atomové bomby. Bradbury nebyl touto vyhlídkou příliš nadšený, ale byl námořním důstojníkem a nakonec souhlasil, že pojede.

## Projekt Manhattan

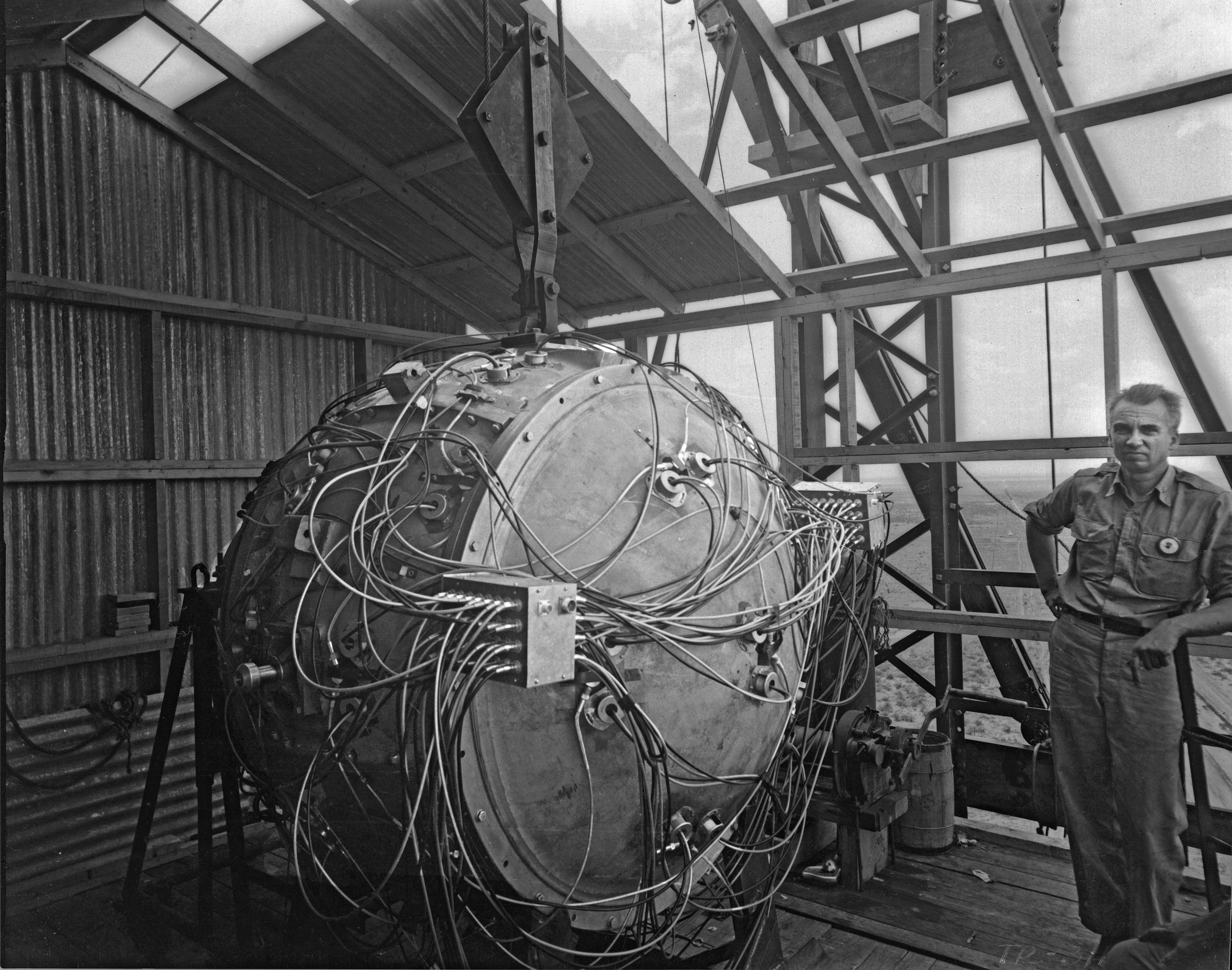
Trinity, červenec 1945. Bradbury stojí vedle částečně sestavené bomby na vrcholu testovací věže.

V Los Alamos se Bradbury stal vedoucím skupiny E-5, Implosion Experimentation Group, kde vedl program testovacích implozních zkoušek. V srpnu provedl ředitel laboratoře Robert Oppenheimer rozsáhlou reorganizaci. Skupina E-5 se stala součástí nové Explosives Division (Divize X) George Kistiakowského a byla přečíslována na X-1 skupinu. V této době Bradbury vedl jedny z nejkritičtějších prací v laboratoři, protože řešil problémy, které kazily dokonalý kulový tvar požadovaný pro implozní proces. Ty byly zkoumány kombinací magnetických, rentgenových a RaLa technik. RaLa Experiment nebo jen RaLa byla série experimentálních testů k ověření postupů pro dosažení potřebné sférické imploze. David Hawkins později v práci o historii Los Alamos napsal: „RaLa byl nejdůležitější experiment, který ovlivnil konečný návrh bomby“.
V březnu 1945 vytvořil Oppenheimer pod Parsonsovým vedením projekt Alberta, který měl realizovat hlavní úkol projektu Manhattan: přípravu a dokončení všech tří atomových bomb.  Bradbury byl převelen do Projektu Alberta, aby nejprve vedl montážní skupinu Fat Man. V červenci 1945 Bradbury dohlížel na přípravu The Gadget, což bylo kódové označení první zkušební bomby, která byla úspěšně odpálena při jaderném testu Trinity  v poušti v Novém Mexiku. Bradbury na tento náročný a mimořádně odpovědný úkol později vzpomínal: „Nemůžu říci, že jsem měl nějaké hluboké emocionální myšlenky ohledně Trinity.... Neměl. Byl jsem jen zatraceně rád, že všechno správně fungovalo.“

## Ředitel LANL

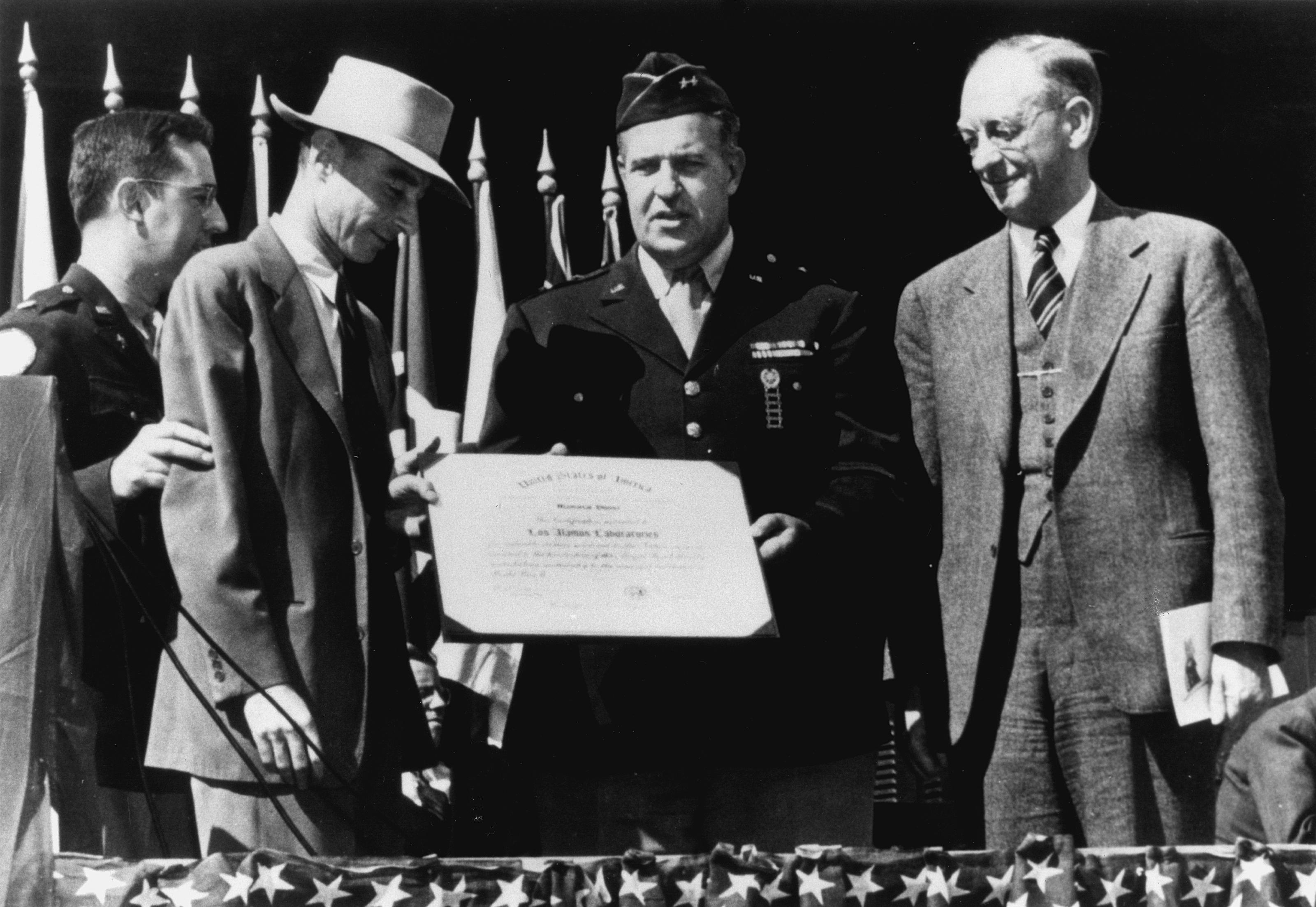
Leslie Groves předává Oppenheimerovi děkovný certifikát

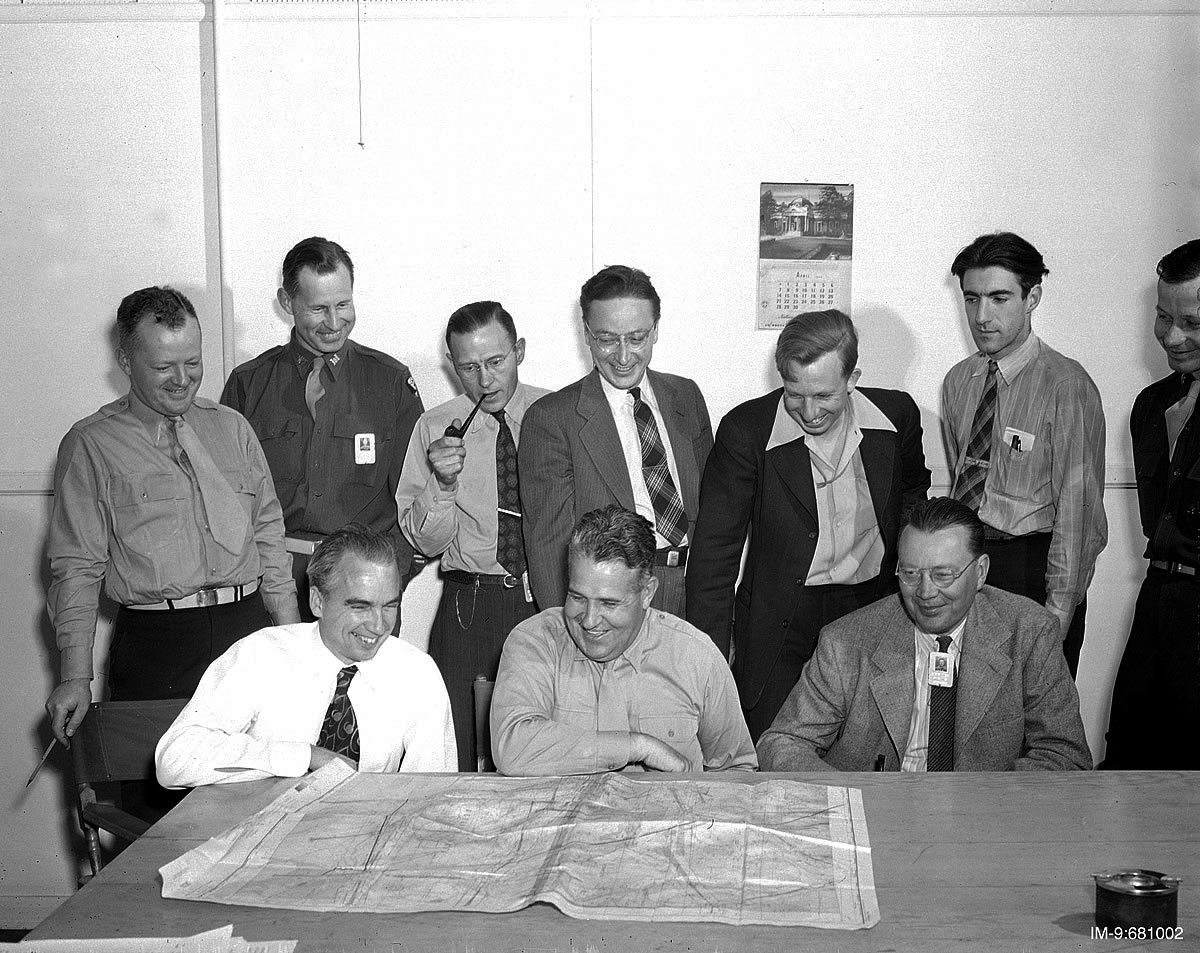
Bradbury (vlevo), Leslie Groves (uprostřed) a Eric Jette

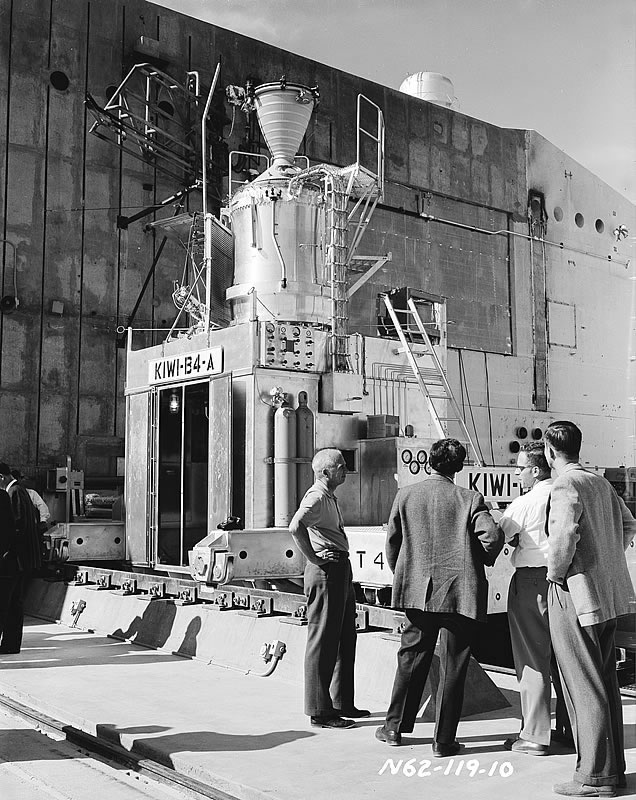
Bradbury (vlevo) před Kiwi B4-A reaktorem pro kosmické rakety

### Rezignace Oppenheimera
Poté co 16. října 1945 Robert Oppenheimer rezignoval na funkci ředitele projektu v Los Alamos, doporučil na tento post právě Norrise Bradburyho. Armádní šéf celého projektu Manhattan, generálmajor Leslie R. Groves chtěl někoho, kdo má solidní akademické vzdělání a zároveň vysoké postavení v rámci projektu. Navíc se mu líbilo, že Bradbury byl jako námořní důstojník zároveň voják i vědec.
Parsons zařídil rychlé propuštění Bradburyho z námořnictva, které mu za jeho válečné zásluhy udělilo Řád za zásluhy (Legion of Merit).  Zůstal však v námořní záloze a nakonec odešel do výslužby až v roce 1961 v hodnosti kapitána. 16. října 1945 se v Los Alamos konal slavnostní ceremoniál, na němž Groves předal celé laboratoři armádní a námořní vyznamenání „E Award“ a Oppenheimerovi udělil děkovný certifikát. 

### Nástup do funkce
Bradbury nastoupil do funkce hned následující den a nejprve nabídku přijal na šestiměsíční zkušební dobu. Nakonec zůstal ředitelem Los Alamos National Laboratory až do roku 1970, tedy 25 let, což je mnohem déle než jakýkoli jiný ředitel. Přitom tuto funkci převzal v mimořádně obtížném poválečném období.
Zatímco za války měl projekt nejvyšší prioritu, nyní rezignoval nejen Oppenheimer, ale také další významní vědci, kteří se chtěli vrátit na své univerzity (někteří navíc začali vystupovat proti dalšímu vývoji jaderných zbraní) a zaměstnanci houfně odcházeli. Do února 1946 odešli všichni vedoucí jednotlivých oddělení. Životní podmínky byly špatné a existovala možnost, že laboratoř bude uzavřena. 
Zpočátku Bradbury doufal, že bude velmi rychle přijat Atomic Energy Act, který mimo jiné zajistí přeměnu laboratoře z dočasného válečného projektu na dlouhodobě stabilně fungující instituci. Zákon však byl podepsán až v srpnu 1946 a v platnost vstoupil od roku 1947. Dokonce samotný Leslie R. Groves měl v mírově době výrazně omezené pravomoce.

### Poválečné problémy
Počet zaměstnanců v Los Alamos klesl z válečného maxima přes 3000 na přibližně 1000 osob, přitom mnoho z nich stále žilo v provizorním ubytování z doby války. Bradburymu se i v těchto podmínkách podařilo udržet několik klíčových vědců a techniků. Darol Froman se stal vedoucím divize G Roberta Bachera, nyní přejmenované na M divizi. Eric Jette převzal oddělení chemie a metalurgie, John H. Manley oddělení fyziky, George Placzek teoretické oddělení, Max Roy oddělení výbušnin a Roger Wagner oddělení výzbroje. I přes snížení počtu zaměstnanců na méně než třetinu musel Bradbury stále poskytovat plnou podporu operaci Crossroads (první série poválečných jaderných testů v roce 1946 na atolu Bikini).
Bradburymu postupně dokázal situaci stabilizovat a přiměl Kalifornskou univerzitu, aby prodloužila smlouvu o řízení laboratoře. V rámci další vývoje jaderných zbraní dosáhl obtížného cíle přeměnit individuální laboratorní sestavování jednotlivých bomb (kde byla nutná účast špičkových vědců a techniků) na standardizovaný výrobní proces. Díky četným vylepšením se bomby staly bezpečnějšími, spolehlivějšími, snadněji se skladovaly, lépe se s nimi manipulovalo a účinněji se využívaly vzácné štěpné materiály. Bomba Mark 4 (1949–1953) sice principiálně vycházela z návrhu použitého v v testu Trinity, ale úpravy umožnily masovou výrobu (cca 550 kusů).

### Vývoj termonukleárních zbraní
V padesátých letech Bradbury dohlížel na vývoj termonukleárních zbraní, v roce 1951 laboratoř přišla s tzv. Teller-Ulam designem, který se používá dosud asi u všech vodíkových bomb po celém světě (podrobnosti jsou pochopitelně utajované). Termonukleární testy se uskutečnily v rámci Operation Greenhouse na atolu Eniwetok. I když neshody s Edwardem Tellerem ohledně priority jejich vývoje vedly k vytvoření konkurenční Lawrence Livermore National Laboratory (LLNL) v roce 1952, situace laboratoře v Los Alamos se zlepšovala.

### Nový komplex laboratoří

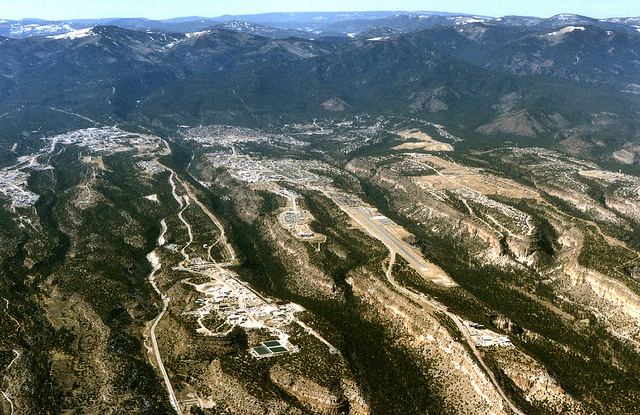
Letecký pohled od jihozápadu: nový komplex Los Alamos National Laboratory je vlevo na jedné stolové hoře, město Los Alamos uprostřed a vpravo na dalších stolových horách (severně od laboratoří).

Již v roce 1948 Bradbury předložil Komisi pro atomovou energii (United States Atomic Energy Commission) návrh soustředit všechny výzkumné a vývojové aktivity na jedno místo do moderního komplexu laboratoří, zatímco dosud byly roztroušené na různých a mnohdy nevyhovujících místech ve městě, tak jak narychlo vznikly během války. Projekt za 107 milionů tehdejších USD (přibližně 1300 miliónů USD v cenách roku 2023) předpokládal umístění na tabulové hoře South Mesa a laboratoř by byla s městem spojena novým mostem přes kaňon. 
Projekt nebyl schválen ihned a výstavba se protáhla, ale v 50. letech byl rozsáhlý areál laboratoře skutečně postupně vybudován v současné lokalitě jižně od města. Od roku 1945 až do konce 50. let byl Bradbury zodpovědný také za velkou část správy města Los Alamos. Město postupně vybudovalo infrastrukturu včetně nové vodovodní sítě, zdravotnických a vzdělávací zařízení, které nahradily válečná provizoria. Po dokončení první etapy nového areálu laboratoře byly 18. února 1957 odstraněny vstupní kontrolní brány ve městě. Prvním návštěvníkem města bez povolení federální vlády byl tehdejší guvernér Nového Mexika Edwin L. Mechem.  Nakonec tak občanské povinnosti ředitele laboratoře skončily.
V pozdějších letech Bradbury činnost laboratoře cíleně rozšiřoval do dalších oborů. Mimo jiné vybudoval Los Alamos Meson Physics Facility (nyní Los Alamos Neutron Science Center) s urychlovači. Během vesmírných závodů mezi SSSR a USA v 60. letech laboratoř vyvinula jaderný motor pro použití v kosmických raketách (NERVA: Nuclear Engine for Rocket Vehicle). NASA a další zúčastněné organizace považovaly program NERVA za velmi úspěšný, protože splnil nebo překročil programové cíle. Byl zhodnocen jako vhodný pohon pro let na Mars, ale v roce 1973 prezident program bez náhrady zrušil. Nebyl tak nikdy reálně vyzkoušen ve vesmíru, ve spolupráci s NASA proběhly pouze rozsáhlé pozemní zkoušky.

### Ocenění a vyznamenání
V roce 1945 získal již zmíněné armádní vyznamenání Legion of Merit. V roce 1966 Ministerstvo obrany udělilo Bradburymu Medal for Distinguished Public Service (Medaile za vynikající služby veřejnosti) za „mimořádně záslužnou civilní službu ozbrojeným silám a Spojeným státům americkým ve velmi zodpovědné pozici ředitele vědecké laboratoře v Los Alamos“. Ve zdůvodnění se dále uvádí: „Mimořádná mezinárodní pověst laboratoře v Los Alamos je zásluhou jeho výjimečného vedení. Spojené státy vděčí dr. Bradburymu a jeho laboratoři do značné míry za naše současné jaderné schopnosti.“ V roce 1970 obdržel také Enrico Fermi Award (Cenu Enrica Fermiho), v roce 1971 pak získal Golden Plate Award, kterou uděluje American Academy of Achievement.

### Pozdější život

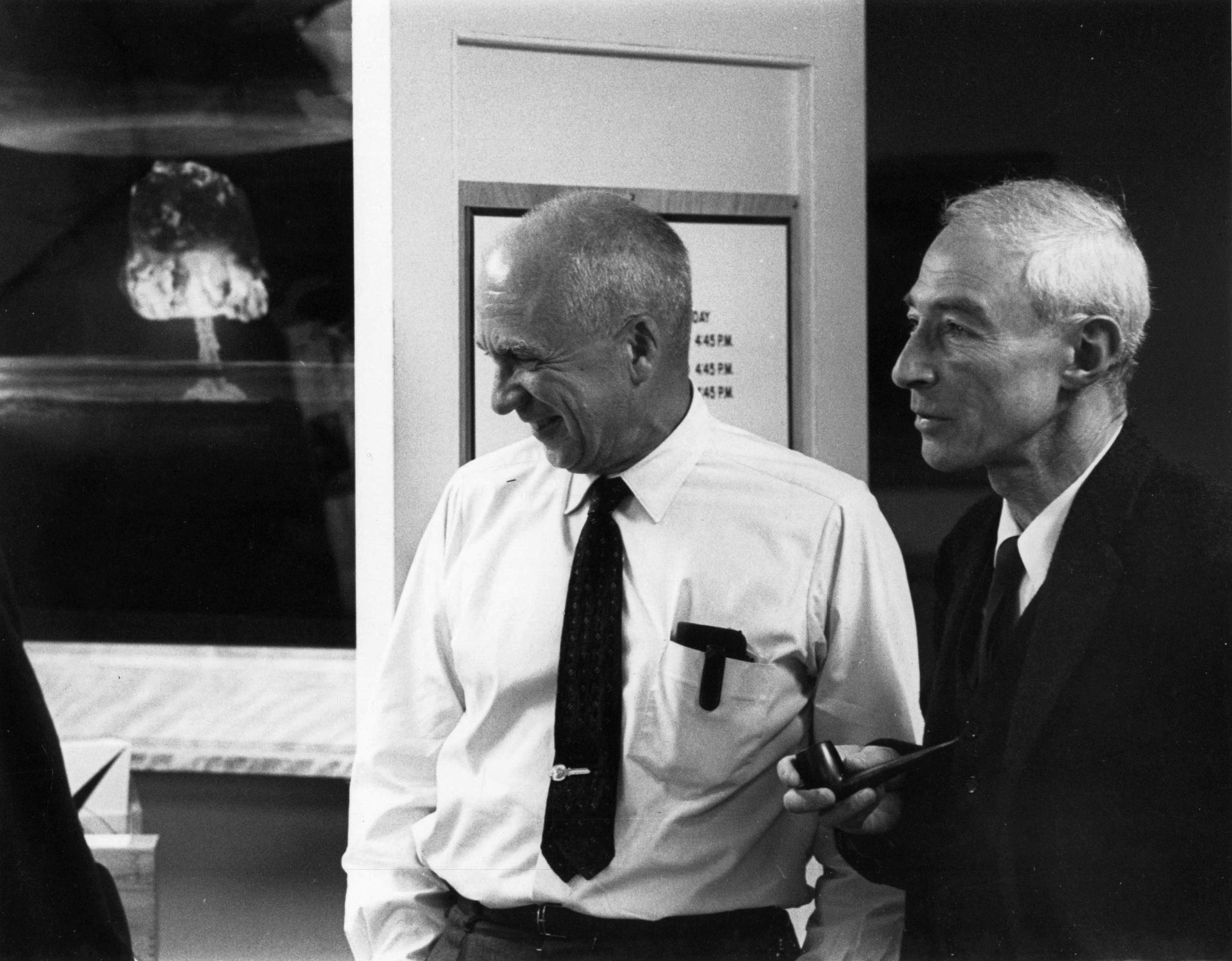
Bradbury a jeho předchůdce Robert Oppenheimer, Los Alamos National Laboratory, 1964

Po několika letech působení v projektu Manhattan a po 25 letech ve funkci ředitele laboratoře odešel v roce 1970 do důchodu. Jeho nástupce Harold Agnew ho vyzval, aby se stal vedoucím konzultantem, ale Bradbury nabídku s díky odmítl. Příležitostně ale působil jako konzultant pro jiné vládní agentury, včetně Národní akademie věd. Byl také člen představenstva Los Alamos Medical Center, First National Bank of Santa Fe, Los Alamos YMCA a Santa Fe Neurological Society.
Krátce před odchodem z funkce ředitele laboratoře (ještě v roce 1969) ho tehdejší guvernér Nového Mexika David Cargo jmenoval regentem (členem správní rady) University of New Mexico, ale pro univerzitu to bylo bouřlivé období. V reakci na střelbu na Kentské státní univerzitě v Ohio v květnu 1970 pochodovali studenti v čele Jane Fondovou k domu rektora. Když se s nimi rektor odmítl setkat, vyhlásili studenti stávku a obsadili budovu Studentské unie. Po krvavé srážce studentů s Národní gardou nový guvernér nahradil Bradburyho a dalšího regenta, i když do těchto událostí nebyli nijak zapojeni.
V polovině 90. let se Bradbury při štípání palivového dříví nešťastnou náhodou udeřil do nohy. Dostal gangrénu a musela mu být amputována nejprve pravá noha pod kolenem a poté i část levé nohy, takže zůstal na invalidním vozíku. Následky významně přispěly k tomu, že zemřel 20. srpna 1997 ve věku 88 let. Zůstala po něm manželka Lois (která zemřela nedlouho poté v lednu 1998), a jeho tři synové. Pohřební obřad se konal v Los Alamos a je pohřben na místním hřbitově Guaje Pines.

## Bradbury Science Museum

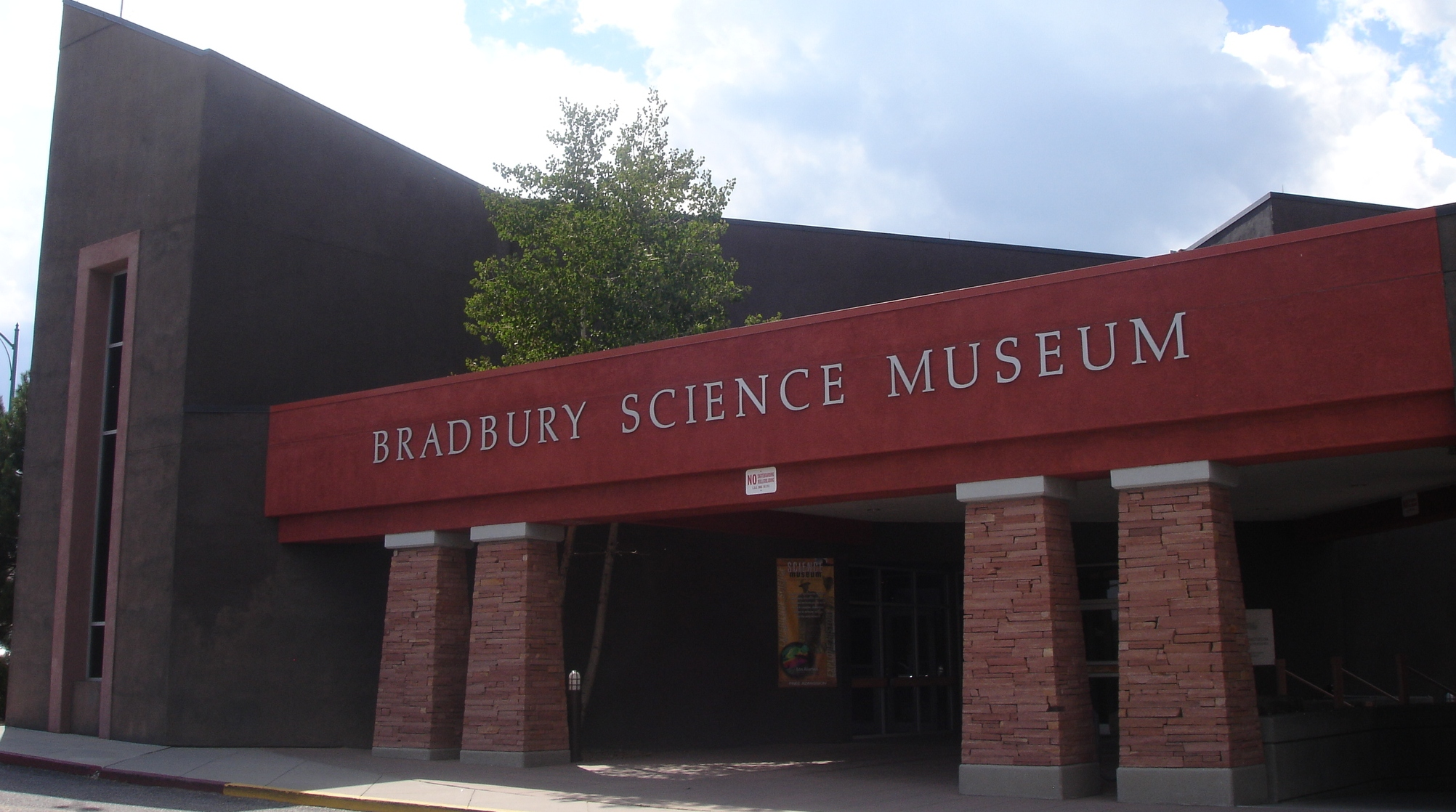
Bradbury Science Museum: nová budova

V roce 1953 bylo v Los Alamos založeno vědecko-technické muzeum, které se původně jmenovalo Los Alamos National Laboratory Museum. Norris Bradbury nebyl iniciátorem jeho založení (tím byl Robert Krohn, který dohlížel na počátky jaderných zkoušek), ale Bradbury jako ředitel laboratoře schvaloval jeho založení i to, které odtajněné dokumenty a exponáty v něm mohou být vystaveny. Postupně se muzeum rozšiřovalo o další obory, takže kromě exponátu vztahujících se k projektu Manhattan (včetně modelů bomb Little Boy a Fat Man ve skutečné velikosti) obsahuje také nové expozice z dalších oborů, např. výzkum planety Mars (laboratoř se podílela na vývoji vozítka Curiosity), nanotechnologie, biopaliva, historie superpočítačů nebo Los Alamos Neutron Science Center. Muzeum je otevřeno celoročně a vstup do muzea je zdarma.
Když Norris Bradbury v roce 1970 opustil funkci ředitele laboratoře, bylo navrženo muzeum přejmenovat na jeho počest, jako ocenění jak důležitého přínosu k projektu Manhattan během války, tak především významu dlouholetého vedení laboratoře, ze které vybudoval jedno z nejprestižnějších výzkumných center. Od roku 1993 se Bradbury Science Museum nachází v nové moderní budově v centru Los Alamos, kterou navrhla společnost William Agnew and Associates. Poté, co v roce 2015 vznikl Manhattan Project National Historical Park, je muzeum přidruženo také k tomu projektu.